# 멕시코군
멕시코군(스페인어: Fuerzas Armadas de México)은 멕시코의 군대이다. 스페인 왕관은 18세기에 식민지 멕시코에 상비군을 설립했다. 1821년 멕시코 독립 후, 군대는 육군 장군들이 국가원수를 역임하는 등 중요한 정치적 역할을 했다. 1910년~1920년 멕시코 혁명 동안 연방군이 붕괴된 후, 이전의 혁명 장군들은 체계적으로 군대의 규모와 힘을 축소했다. 현재 멕시코군은 멕시코 육군과 멕시코 해군의 두 독립적인 기관으로 구성되어 있다. 멕시코 육군은 멕시코 공군을 포함하고, 멕시코 해군은 해군 보병 부대(해병대)와 해군 항공(FAN)을 포함한다. 육군과 해군은 국방 사무국과 해군 사무국의 두 개의 분리된 정부 부서에 의해 통제되고 안드레스 마누엘 로페스 오브라도르 대통령을 제외하고는 공동 지휘권이 없는 두 개의 독립적인 지휘 체계를 유지한다.

## 역사
스페인 왕관은 외국의 공격에 대한 누에바에스파냐의 방어를 강화하기 위해 18세기 후반에 상비군을 설립했다. 멕시코 독립 전쟁의 발발로, 왕실 군대는 독립을 위해 저항자들과 싸웠다. 왕실 군대 장교인 아구스틴 데 이투르비데는 편을 바꾸고 독립을 가져오며 반란군 장군인 비센테 게레로와 조약을 맺었다. 이투르비데는 멕시코의 황제가 되었지만, 군인들에 의해 퇴위하도록 강요 받았다. 멕시코는 약한 중앙 정부를 가진 공화국이 되었다. 안토니오 로페스 데 산타 안나는 수십 년 동안 정치를 지배했다. 처참한 멕시코-미국 전쟁 이후, 군대의 특권을 없애고 권력을 줄이면서, 산타 안나는 쫓겨났고, 시민 자유주의자들이 권력을 잡았다. 보수적인 군대와 로마 가톨릭 교회는 내전에서 진보적인 개혁가들을 쫓아내기 위한 시도를 성공적으로 하지 못했다. 1862년 프랑스는 자유주의 정부에 의해 거부된 빚을 모으기 위해 멕시코를 침략했고 보수당은 멕시코의 군주를 선택하기 위해 프랑스의 통치자 나폴레옹 3세에게 접근했다. 많은 멕시코 공화주의자들은 프랑스군과 싸웠고 1862년 5월 5일 짧은 승리를 거두었다. 프랑스는 1867년 막시밀리안 황제에 대한 모든 군사적 지원을 철회했다. 자유주의 공화주의자들은 권력으로 돌아왔고 막시밀리안과 그의 정권을 지지하는 두 명의 멕시코 장군을 처형했다. 프랑스와 그들의 보수적인 멕시코 협력자들에 대항하는 중요한 자유주의적인 군사 지도자는 포르피리오 디아스 장군이었다. 디아스는 1876년에 성공적으로 민간인 대통령들에 두 번이나 반대하며 멕시코의 대통령이 되고자 하는 정치적인 야망을 가지고 있었다. 그는 1884년부터 1911년까지 프란시스코 마데로를 지지하는 멕시코 혁명가들에 의해 권력에서 쫓겨난 멕시코를 계속 통치했다. 비록 혁명 세력이 연방군을 패배시켰지만, 마데로는 그들을 해산시키고 연방군을 유지했다. 마데로는 1913년 2월 군사 쿠데타로 전복되고 살해되었다. 현재 대통령인 연방군 장군 빅토리아노 우에르타는 북부 멕시코의 혁명가 연합, 입헌군, 그리고 남부의 에밀리아노 사파타가 이끄는 군대에 의해 도전을 받았다. 입헌군은 1914년 7월에 연방군을 패배시켰고 그것은 해체되었다. 통합된 군대가 아닌 혁명군만 남았다. 혁명군 장군들은 우에르타에 대한 그들의 승리 이후 권력 조정을 할 수 없었고, 멕시코를 내전의 새로운 단계로 빠지게 했다. 그 큰 규모의 갈등은 1915년 입헌군 장군 알바로 오브레곤이 판초 비야 장군을 패배시키면서 대체로 끝났다. 1920년부터 1940년까지, 혁명 장군들이 멕시코의 대통령직을 맡았고, 많은 경쟁 장군들이 성공적이지 못한 쿠데타를 일으켰다. 같은 기간 동안, 이 장군들, 특히 오브레곤, 플루타르코 엘리아스 카예스, 그리고 라사로 카르데나스는 조직적으로 군대의 전체 규모를 줄이고 국가 예산에서 차지하는 비중을 대폭 줄였고, 동시에 전문적이고 주로 비정치적인 하급 장교 군단을 만들었다. 대통령 마누엘 아빌라 카마초 (1940년~1946년)는 대통령직을 수행한 마지막 혁명 시대 장군이었고 군사 쿠데타는 과거의 일이었다. 멕시코의 군대는 정치에 참여하지 않았기 때문에 라틴아메리카에서 주목할 만하다. 멕시코의 혁명적인 군사 지도자들은 시민 지상주의 문화를 확립했고 국가 권력을 민간인 직업 정치인들의 손에 두었다.

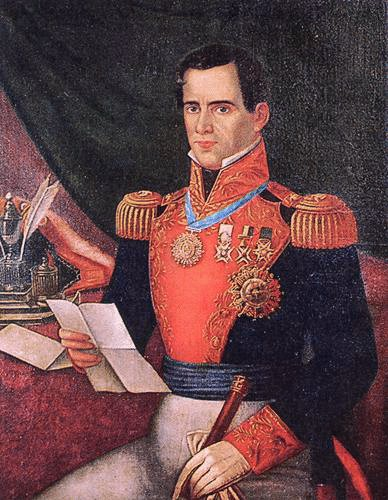
안토니오 로페스 데 산타 안나
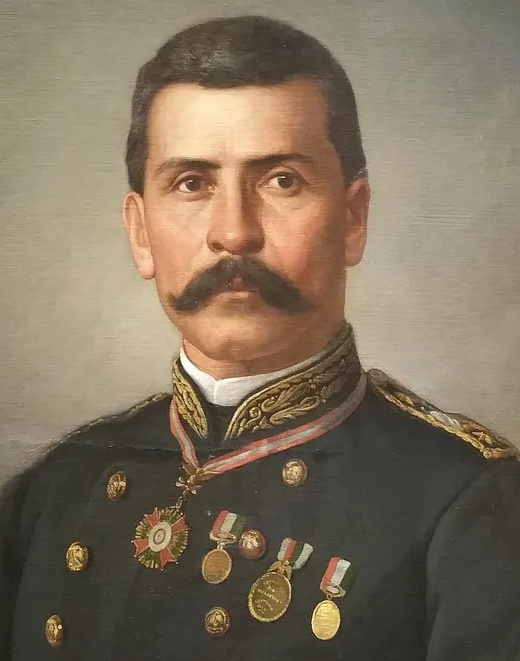
포르피리오 디아스
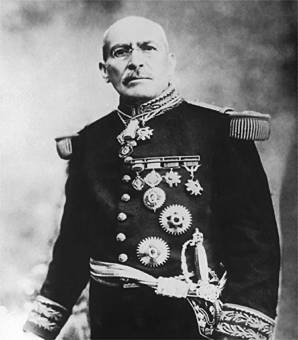
빅토리아노 우에르타
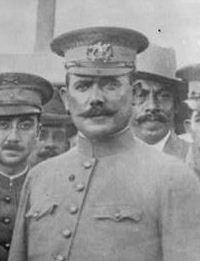
알바로 오브레곤
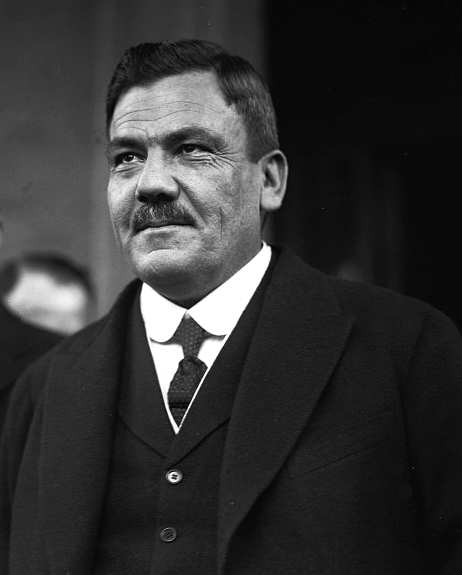
플루타르코 엘리아스 카예스
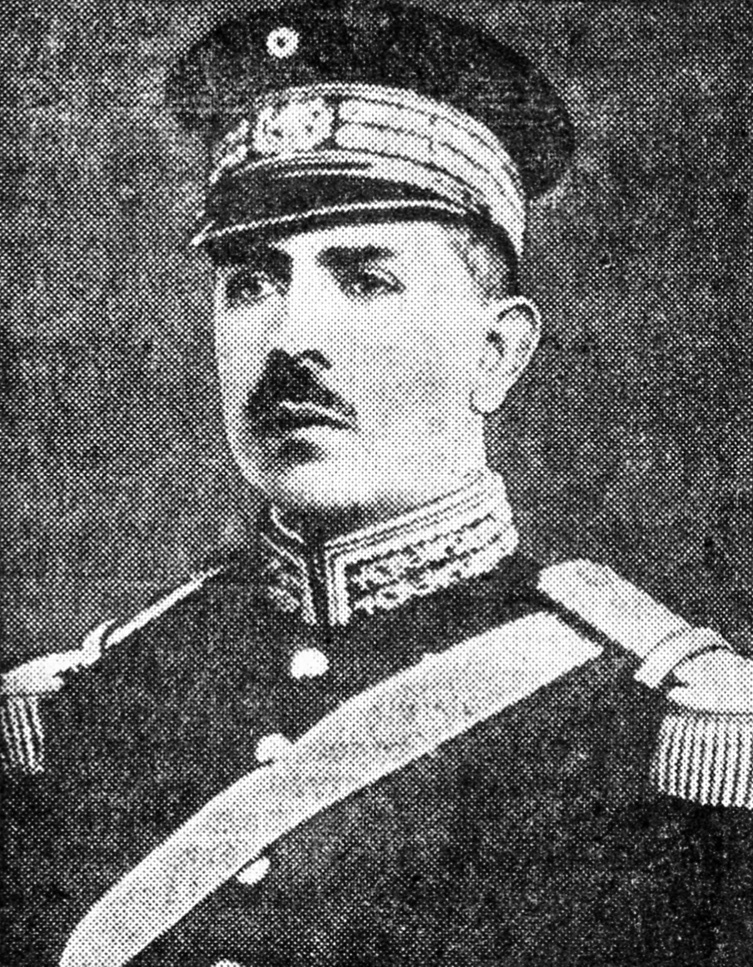
라사로 카르데나스

## 조직

### 육군

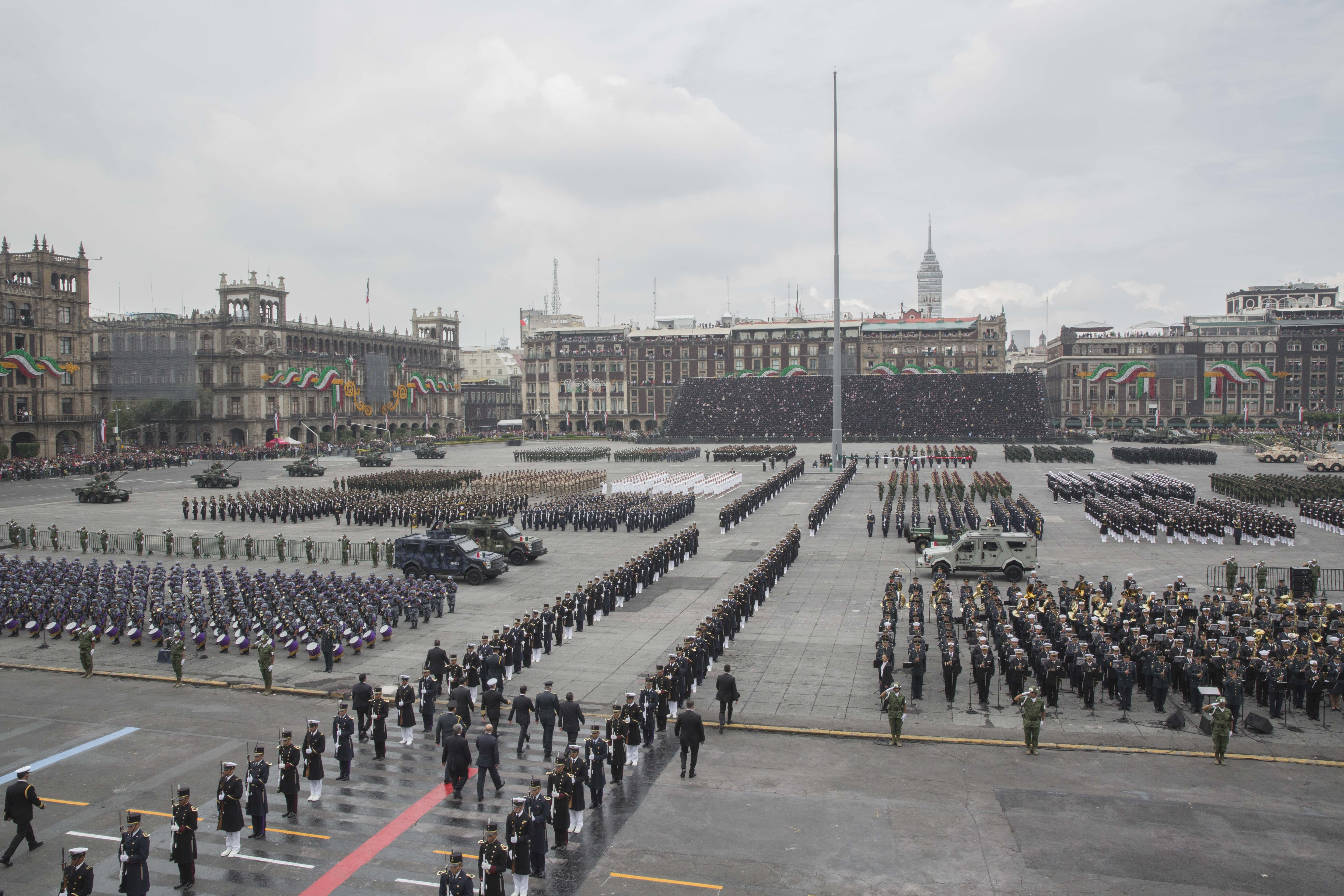
멕시코 독립 전쟁이 시작된 지 205주년을 기념하는 열병식

육군에는 국가본부, 영토사령부, 독립부대 등 다섯 가지 주요 구성요소가 있다. 국방장관은 육군사령부를 통해 매우 중앙집권적인 시스템과 많은 수의 장군들을 통해 육군을 지휘한다. 육군은 사령부에 개조된 대륙 참모 시스템을 사용한다. 육군은 멕시코군에서 가장 큰 부서이다.
현재, 12개의 "군사 지역"이 있으며, 이들은 44개의 하위 "군사 지역"으로 추가로 분류된다. 두 경우 모두 번호 체계가 지정에 사용된다. 한 지역 내에 정해진 구역 수는 없으며 따라서 병력의 증감과 함께 작전상의 필요에 맞게 조정될 수 있다.

### 공군
공군 국가본부는 멕시코시티에 있는 육군본부에 내장되어 있다. 그것은 또한 통상적인 A1, A2, A3, A4 섹션으로 대륙 참모 체계를 따른다. 전술군은 느슨하게 공군 사단이라고 불리는 것을 형성하지만, 그것은 북동 멕시코, 북서 멕시코, 중앙 멕시코, 그리고 남부 멕시코의 네 지역에 분산되어 있다. 공군은 총 18개의 공군 기지를 유지하고 있고, 일부 헬리콥터와 경비행기를 위해 엄격한 조건에서 임시 전방 작전 기지를 개방할 수 있는 추가적인 능력을 가지고 있다.

### 해군
해군의 국가 본부인 해군의 사무국은 멕시코시티에 위치해 있고, 육군의 본부보다 작다. "준타 제독 (또는 협의회)"는 해군 대학의 생도 시절로 거슬러 올라가는 연공서열과 "연공서열"에 제도적으로 중요한 것을 나타내는 본부 내의 독특한 협의와 자문 역할을 한다. 그들은 매우 촘촘하게 짜여진 그룹이고, 이 연공 그룹들 내의 파벌들 간의 협의가 매우 중요하다. 해군의 작전 부대는 걸프 만군과 태평양 (서)군 두 개의 독립적인 그룹으로 조직되어 있다. 각 그룹은 그들만의 본부, 구축함 그룹, 보조 함정 그룹, 해병 보병 그룹, 그리고 특수 부대 그룹을 가지고 있다. 걸프 만과 태평양 군대는 조직의 독립이 허용되기 때문에 서로의 거울 이미지가 아니다. 두 지역은 모두 걸프 만에 있는 1, 3, 5번 지역과 태평양에 있는 2, 4, 6번 지역으로 세분화되어 있다. 각 지역은 추가로 구역과 구역으로 나뉘어서, 본부와 고위 장교들의 확산이 존재한다. 해군은 또한 병력 수송, 정찰, 그리고 감시 항공기를 갖춘 공군을 가지고 있다.
해군은 홀징거급 해상초계함과 같이 선박 건조 능력을 갖춘 해군 조선소를 포함하여 상당한 인프라를 유지하고 있다. 이러한 조선소는 국가 내에서 상당한 고용 및 경제적 영향을 미친다.

## 예산

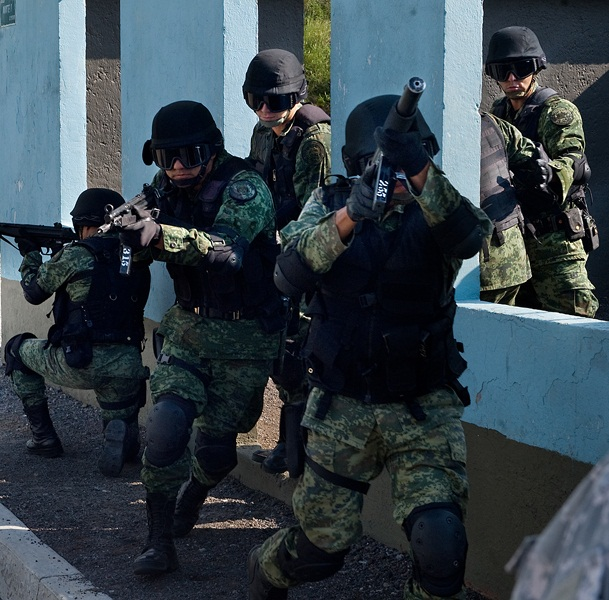
멕시코 육군 특수부대

1989년에 멕시코의 군사 예산은 국가 총생산 (GNP)의 0.7%였다. 1999년에 멕시코의 군사 예산은 GDP의 0.9%로 증가하여 40억 달러가 되었다. 그러나 2000년 이래로 국가가 경험한 경제적인 부양으로 국방 예산은 GDP의 0.5%로 줄었고 2007년에는 연간 40억 달러가 지출되었다. 2006년 12월 칼데론 대통령이 취임한 이래로 그는 마약 카르텔과 마약 거래 전반에 대한 마약 전쟁과 싸우기 위해 예산을 증가시키는 법안을 제출했다. 2012년에 멕시코는 GDP의 0.6%에 달하는 71억 달러를 군대에 지출했다.
2012년 이래로 멕시코는 블랙 호크 헬기를 구입하는 것을 포함하여 현대화 작업의 일환으로 30억 달러 이상의 장비를 구입했다.